# Myxine formosana
Myxine formosana – gatunek bezszczękowca z rodziny śluzicowatych (Myxinidae). 

## Zasięg występowania
Okolice Tajwanu.

## Cechy morfologiczne
Osiąga max. 76,8 cm długości całkowitej. Zazwyczaj 5 par worków skrzelowych, rzadziej 4. Od 0 do 4 gruczołów śluzowych (zwykle 2). Przednia część fałdy brzusznej wyższa od, zazwyczaj szczątkowej, tylnej części; fałda ogonowa niewielka lub szczątkowa.
Głowa biała zaś reszta ciała od szarobrązowej do ciemnofioletowej. 

## Biologia i ekologia
Występuje na głębokości ok. 588-15000 m.